# Notícias (canção)
Notícias é uma canção da cantora brasileira de MPB Marina Lima, lançada em 2 de novembro de 2001 para seu álbum de estúdio intitulado Setembro. A canção foi regravada e lançada em 2005 pela cantora de axé music Gil.

## Composição
A canção foi composta pela cantora de MPB Marina Lima em parceria com Dalto e Claudio Rabello, compositor conhecido por trabalhar com Marina em "Pessoa", além de ter trabalhado nas faixas "Feito Pião" de Eliana, "Fecha a Porta" de Erasmo Carlos, "40 Grados", "Que Bien", "Amor a Tres" e "Everybody" da banda Twister e Gilmelândia na faixa "A Despedida", presente em seu disco de estreia Me Beija. A canção foi gravada pela própria Marina Lima para seu disco Setembro, lançado em 2001.

## Videoclipe
O videoclipe da canção mostra a realidade de São Paulo, focando na vida de pessoas de classes sociais baixas.

## Desempenho nas tabelas
| Paradas (2001)          | Posição |
| ----------------------- | ------- |
| Brasil — Hot 100 Brasil | 53      |

## Versão por Gil
Notícias é uma canção da cantora brasileira de axé music Gil, lançada em 10 de abril de 2005 como segundo single de seu terceiro álbum de estúdio intitulado O Canto da Sereia. A canção foi produzida por Júlio Teixeira, famoso por trabalhar com Jorge Aragão, Cheiro de Amor, Netinho e Carlinhos Brown e incluida na trilha sonora da telenovela brasileira Amigas e Rivais, do SBT.

### Recepção da crítica
Egídio Leitão do portal Música Brasileira declarou que a canção, assim como as outras do disco, mostra uma mistura de ritmos eletrizantes, focando sempre no tema verão, acrescentando que a faixa é perfeita para se levar em uma viagem ou uma festa na piscina onde precise de animação.

### Histórico de lançamento
| País   | Data                 | Formato                   | Gravadora |
| ------ | -------------------- | ------------------------- | --------- |
| Brasil | 20 de agosto de 2005 | download digital, Airplay | EMI       |